# Сидерит
Сидери́т (грец. ςιδερος — залізо) — мінерал, карбонат заліза. 

## Етимологія та історія
Назва — від давньо-грецької σίδηρος «сидерос» — залізо (австрійський геолог Вільгельм Гайдінгер, 1845).
Але так як сидерит — один з найважливіших компонентів залізних руд, то з його обробкою, почалася залізна доба в історії людства. У різних культурах відбулося це в різний час.
Синоніми: бемеленіт, гірит, руда біла залізна, сферосидерит, флінц, халібіт, шпат залізний. Старі українські назви сидериту — крицяк, желізинець, скалинець залізний.

## Загальний опис
Хімічна формула: FeCO3, у великих скупченнях — важлива руда заліза, оскільки в складі мінералу до 48 % заліза і нема сірки і фосфору.
Склад (%): FeO — 61,1 %; CO2 — 37,9. В родохрозиті Fe заміщується Mn, в магнезиті — Mg. Пов'язаний безперервними ізоморфними рядами з магнезитом і родохрозитом. За вмістом MgCO3 виділяють різновиди: сидероплезит (до 30 %), пістомезит (30-50 %). Сидерит, що містить Mn — олігоніт. Може містити ізоморфні домішки Са (до 12 % СаО), Со (до 9 %) і Zn (до 7,7 %, Zn-олігоніт).
Поширений мінерал гідротермальних свинцево-цинкових та мідних сульфідних жил, карбонат заліза острівної будови. Хімічна формула: Fe[CO3]. Сингонія тригональна. Дитригонально-скаленоедричний вид. Структура типу кальциту. Спайність довершена по ромбоедру. Густина 3,7-3,9. Тв. 3,5-5,0. Зустрічається у вигляді кристалів — найчастіше ромбоедричних з викривленими гранями, рідше від тонко- до товстотаблитчастих, призматичних, скаленоедричних, а також у вигляді масивних зернистих аґреґатів. Поширені розщеплені, скручені (сідлоподібні) кристали. У осадових породах утворює приховано-кристалічні землисті аґреґати, конкреції з домішкою глинистих мінералів і водних оксидів заліза. Колір жовтувато-білий, сіруватий, червонувато-коричневий, блідо-зелений, іноді білий. Риса біла або ясно-жовта. Блиск скляний. Прозорий, іноді просвічує. Злом нерівний до раковистого. Крихкий. Часто присутній в рудах гідротермальних жильних родовищ різних типів: срібних, срібно-поліметалічних, олов'яних.
Сидерит — один з головних мінералів оолітових залізистих осадів (утворюється при діагенезі за рахунок залізистих хлоритів). Утворюється також як метасоматичний мінерал у вапняках і серед осадових комплексів та при руйнуванні силікатів заліза у відновних умовах.
Супутні мінерали: каситерит, кріоліт, ґаленіт, сфалерит, пірит, халькопірит, магнетит, хлорит, анкерит, лімоніт, гематит. Сидерит зустрічається в жильних родовищах свинцево-цинкових і мідних руд разом з піротином, халькопіритом, анкеритом, іноді утворює скупчення карбонатного залізняку. Сидерит присутній практично у всіх різновидах окиснених залізистих кварцитів в більшій або меншій кількості і є мінералом, що створює руду в сидеритизованих різновидах кварцитів.
Прикладом прояву сидериту можуть бути сидеритизовані різновиди залізистих кварцитів Лебединського та Стойленського родовищ залізних руд Курської магнітної аномалії (КМА). На КМА виділяють дві ґенерації сидериту: метасоматичний сидерит першої ґенерації заповнює порові порожнини і заміщає мартит, кварц, силікати. Заміщення кварцу сидеритом починається з периферії зерен до центру. При метасоматичному заміщенні мартиту сидеритом спостерігається зональна будова — центральна частина — незмінні релікти магнетиту, проміжна зона — сидерит, зовнішня оболонка — мартит. Друга генерація сидериту виконує тріщини і порожнини. Розміри іформа аґреґатів і зерен сидериту різна — від мікрокристалічних скупчень до крупних ідіоморфних кристалів.

## Розповсюдження
Родовища та прояви: Зігерланд, Гессен, Гарц (ФРН), Штирія (Австрія), Шотландія, Південний Уельс, Йоркшир (Велика Британія), Південний Урал (РФ), шт. Пенсільванія, Іллінойс, Індіана, Кентуккі, Західна Вірджинія (США).
В Україні деяке значення має у Керченському залізорудному басейні (болотні руди); не експлуатовані поклади сидериту є в Карпатах (поблизу Рахова) і на Донбасі.
Наочним прикладом прояву сидериту можуть бути сидеритизовані різновиди залізистих кварцитів Лебединського та Стойленського родовищ залізних руд Курської магнітної аномалії (КМА). На КМА виділяють дві ґенерації сидериту: метасоматичний сидерит першої ґенерації заповнює порові порожнини і заміщає мартит, кварц, силікати.

## Галерея

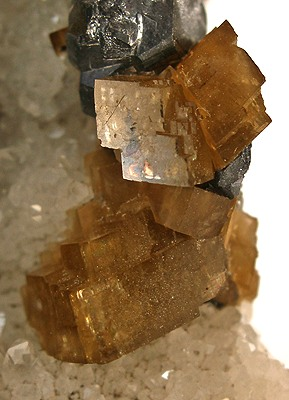
Сидерит, галеніт та кварц (6.2 x 4.1 x 3.6 см)
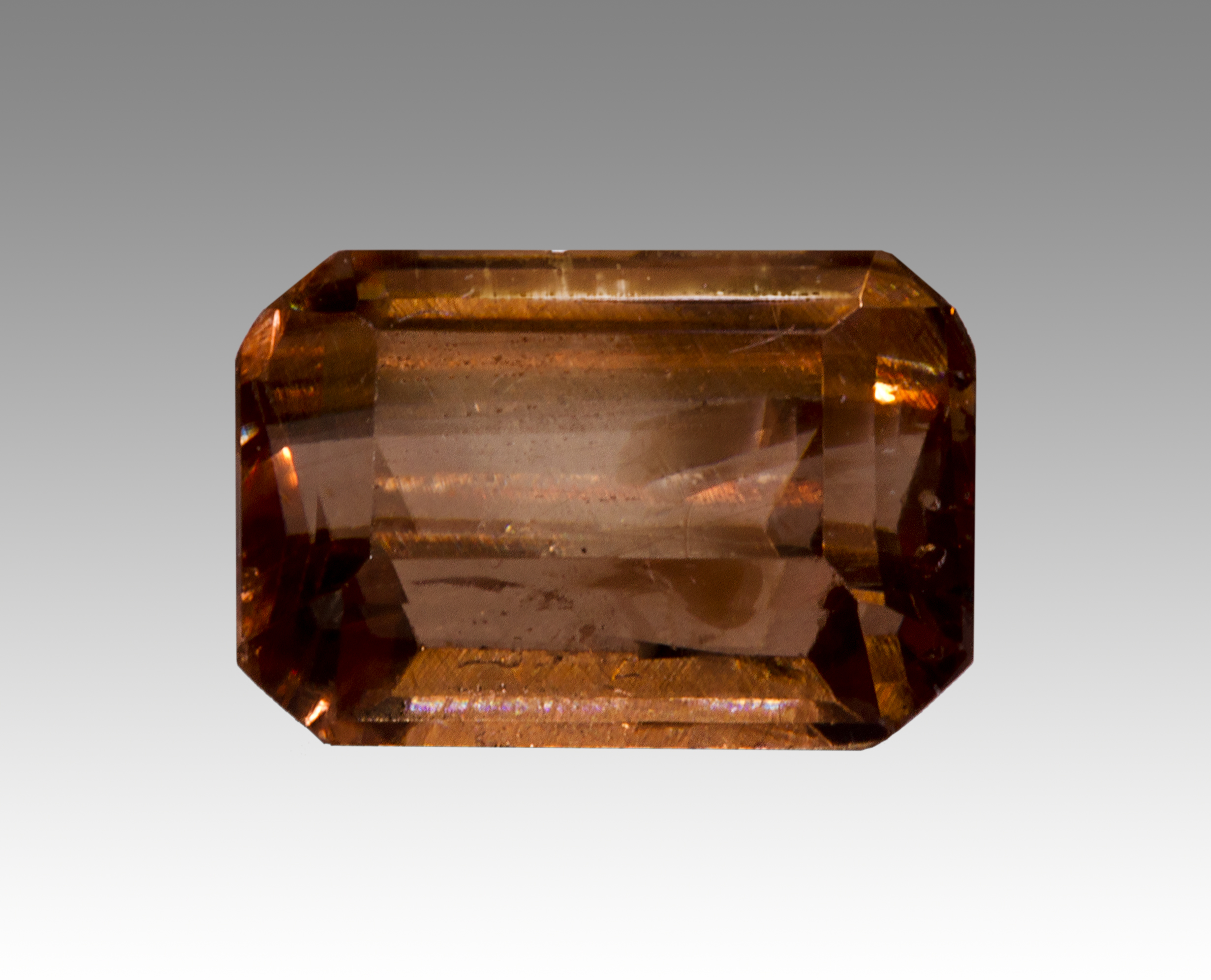
Сидерит, Мінас-Жерайс, Бразилія (5 x 3.2 мм)
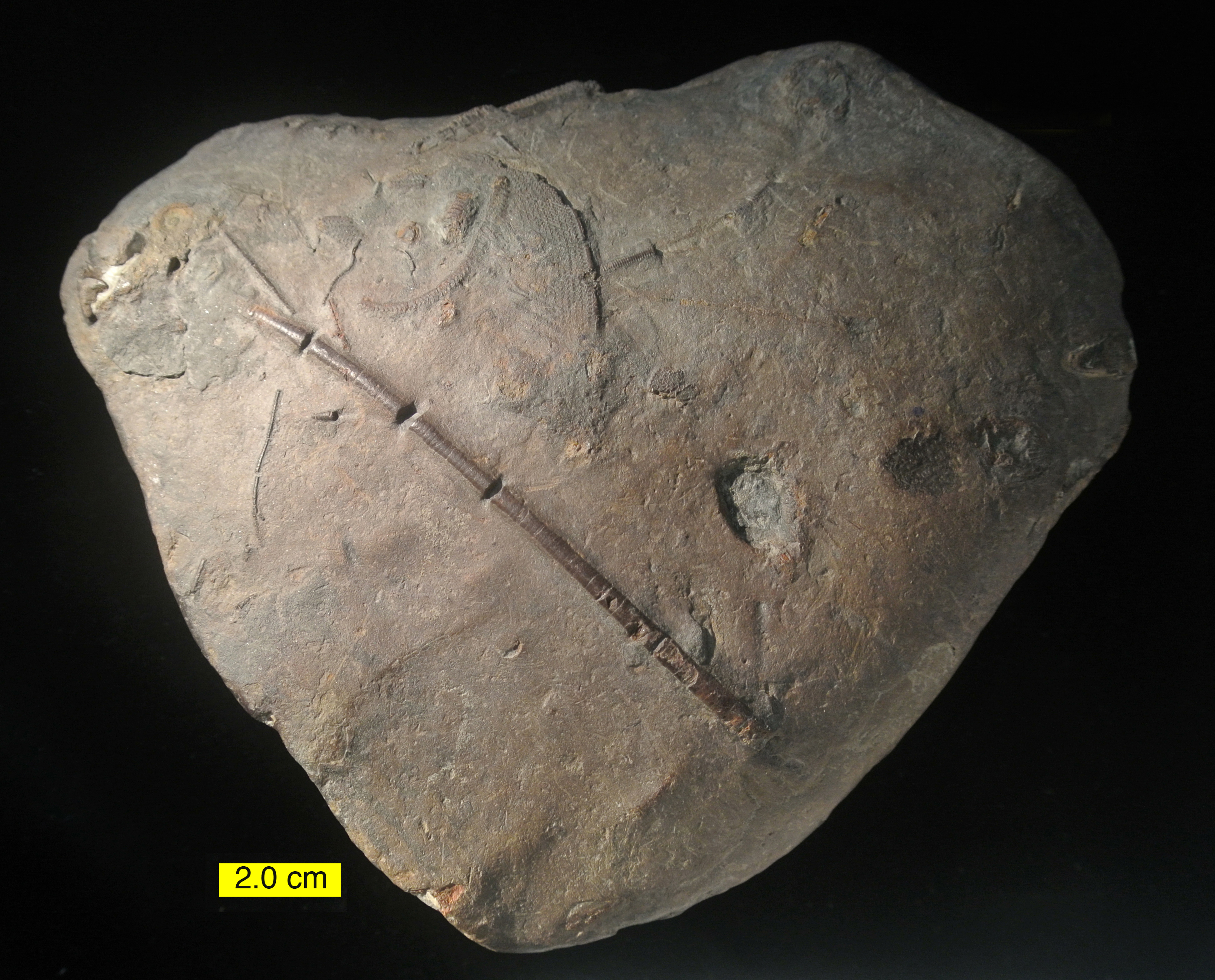
Зкам'янілі рештки на сидеритовій конкреції, нижній карбон

## Різновиди
Розрізняють:
- Сидерит болотний (сидерит, який утворюється в торф'яних болотах разом з торфом, кальцитом і вівіанітом),
- Сидерит вуглистий (сидерит з осадових порід; утворює темнозабарвлені верстви в сланцюватій глині, тісно пов'язаний з вугільними відкладами),
- Сидерит глинистий (сидерит у вигляді конкрецій, а також дрібнозернистих або щільних аґреґатів; зустрічається в глині або в глинистих сланцях),
- Сидерит кальціїстий або кальцієвий (1. різновид сидериту, що містить до 12 % СаО; 2. ізоморфна суміш кальциту та сидериту; син. — сидеродот (Fe, Ca)CO3),
- Сидерит кобальтистий (різновид сидериту, що містить до 9 % СоО), С. магніїстий (різновид сидериту з родовища Блека, Норвегія, який містить понад 11,7 % MgO),
- Сидерит манґанистий (1. різновид сидериту, що містить до 25 % MnO; 2. ізоморфна суміш сидериту і родохрозиту; син. — манґаноплезит, манґаносферит, манґаносидерит, олігоніт, олігонсидерит, томаїт),
- Сидерит цинковистий (різновид сидериту, що містить понад 0,5 % ZnO).

## Збагачення і використання
З руд сидерит вилучають разом з іншими оксидами заліза шляхом промивання, збагачення у важких суспензіях, відсадки і збагачення на концентраційних столах, а також випалення з подальшою магнітною сепарацією.
Сидерит — важливий мінерал залізняку. Крім металургійної цінності використовується як обважнювач бурових розчинів. Карбонатні обважнювачі рекомендуються для підвищення густини розчинів у випадку цементування свердловин в межах продуктивних пластів. Це дає змогу шляхом кислотних оброблень частково усунути шкідливий вплив кольматації продуктивного пласта твердою фазою тампонажного розчину.

## Інше
- Сидерит — Кварц сапфіровий (C.C.Leonhard, 1821).
- Сидерит — Застаріла назва лазуліту (K.Moll, 1799).
- Сидерит — Застаріла назва фармакосидериту (T.Bergmann, 1854).
- Сидерит — Зайва назва рогової обманки (Pinkerton, 1811).